# Brachycephalus sulfuratus
Brachycephalus sulfuratus es una especie de anfibio anuro de la familia Brachycephalidae.

## Distribución geográfica
Esta especie es endémica de Brasil. Se encuentra en los estados de São Paulo, Paraná y Santa Catarina hasta 1000 m sobre el nivel del mar.

## Descripción
Los machos miden de 7 a 8 mm y las hembras miden de 9 a 10 mm.

## Publicación original
- Condez, Monteiro, Comitti, Garcia, Amaral & Haddad, 2016: A new species of flea-toad (Anura: Brachycephalidae) from southern Atlantic Forest, Brazil. Zootaxa, n.º 4083(1), p. 40–56.[3]